# Karel Kyncl
Karel Kyncl (6. ledna 1927 Žebrák – 1. dubna 1997 Londýn) byl český publicista, reportér a novinář. Patří k našim nejznámějším československým rozhlasovým zpravodajům a komentátorům padesátých a šedesátých let 20. století. Velkou přízeň posluchačů rozhlasu a televize si získal jako komentátor televize v USA. Byl také aktivní jako překladatel. Zprvu byl stoupenec a později však aktivní oponent československého komunistického režimu.

## Životopis

### Mládí
Jeho otec byl vyučený soustružník, aktivní člen odborů, za první světové války náčelník Sokola v Žebráku a později starosta Žebráku. Od roku 1935 otec pracoval v továrně v Praze-Hostivaři; v létě 1937 se za ním přestěhovala i rodina. Karel Kyncl začal v Praze chodit na gymnázium ve Vršovicích. Odmala jej přitahovaly rozhlasové pořady a roku 1943 se stal členem Dismanova rozhlasového dětského souboru (DRDS), kam jej přivedl spolužák a pozdější rozhlasový režisér Jiří Horčička. Tato činnost v Kynclovi probudila jeho talent pro ústní přednes i literární činnost. 1. června 1945, těsně před skončením druhé světové války, vstoupil z přesvědčení do KSČ a zapsal se na studium žurnalistiky. S DRDS pořádal a hrál agitační pořady a začal psát angažované rozhlasové hry. Na přelomu let 1946 a 1947 se také se sborem zúčastnil několikaměsíčního turné po Velké Británii.

### Počátky v rozhlase
V květnu 1948 získal Kyncl své první angažmá v Československém rozhlase jako moderátor spolu s Pavlem Kohoutem při dva měsíce trvající Mezinárodní výstavě rozhlasu (MEVRO) v Praze. Vysílání bylo živé a do značné míry improvizované. Kyncl s Kohoutem sami vytvářeli některé pořady a výstava mu tak přinesla důležité zkušenosti z rozhlasového prostředí mj. proto, že vysílání nebylo ještě cenzurované. Posluchači se tehdy mohli poprvé seznámit s jeho osobitým stylem, k němuž patřil i určitý ironický odstup. Kyncl zde byl také mj. přítomen při pokusném a vůbec prvním veřejném vysílání Československé televize od 15. května 1948, dokonce stanul i před kamerou.
Počátkem roku 1949 pracoval v oddělení agitace ÚV KSČ, poté dostal místo v kulturní rubrice redakce Mladé fronty. Zde však působil jen krátce, neboť po dvou měsících dostal na pokyn ÚV KSČ výpověď pro rozšiřování básně, která parodovala poezii Vítězslava Nezvala. Na podzim roku 1949 skončil formálně se studiem a nastoupil základní vojenskou službu; po roce se mu podařilo získat místo v Armádním rozhlasu, kde pracoval mj. s Karlem Šiktancem a Jiřím Rumlem. V roce 1950 se oženil s Jiřinou Meissnerovou, s níž měl později dvě děti. V Armádním rozhlasu zůstal jako reportér a moderátor i po skončení vojenské služby. V 50. letech zde napsal ve stylu socialistického realismu řadu propagandistických rozhlasových her o novináři Juliu Fučíkovi, dále rozhlasových her pro dospělé i děti, reportáží, fejetonů atd.

### Zpravodajem ve Spojených státech amerických
Na podzim roku 1960 dostal Kyncl nabídku tehdejšího ředitele Československého rozhlasu Karla Hoffmanna stát se zahraničním zpravodajem ve Spojených státech amerických. Nabídku přijal, v roce 1961 opustil zaměstnání v Armádní redakci rozhlasu a přešel do redakce zahraniční (stal se mj. spolupracovníkem Jiřího Dienstbiera, Vladimíra Toska, Luboše Dobrovského nebo Jana Petránka). Do USA odletěl s manželkou v roce 1962, jejich děti však musely zůstat doma. Kromě funkce zahraničního zpravodaje byl také zpravodajem ČTK při OSN. Žil a pracoval v New Yorku, ale také často cestoval po USA. Manželka mu pomáhala jako asistentka. Při svém pobytu se proslavil mj. aktuálními reportážemi o atentátu na prezidenta J. F. Kennedyho v Dallasu 22. listopadu 1963 a sám se poté aktivně zapojil do zkoumání okolností atentátu: mj. byl v úzkém kontaktu s advokátem Markem Lanem, který zastupoval zájmy zavražděného Lee Harveye Oswalda, obviněného z vraždy Kennedyho. Na základě těchto zkušeností v roce 1966 vydal knihu 63 dní do Dallasu. Jeho pobyt se hluboce projevil na jeho názorech – začal si uvědomovat, že pravda nemusí být jen jedna a po svém návratu do Československa roku 1965 již postupně přestával zastávat dogmatické názory.

### Pražské jaro
Krátce ještě působil jako nestálý zpravodaj v Asii – řadu reportáží pořídil např. během války ve Vietnamu. Na jaře 1968 se stal členem MV KSČ. Téhož léta pobýval v Japonsku, kde jej 21. srpna 1968 zastihla zpráva o invazi vojsk Varšavské smlouvy do Československa. Do Prahy se vrátil o měsíc později, pro osobní neshody však vzápětí dal z rozhlasu výpověď.

### Oponentem normalizačního režimu
Koncem roku 1968 získal Kyncl místo v Československé televizi; ve vysílání se však neskrýval se svými kritickými názory na okupaci státu. Po smrti Jana Palacha pak došlo k dalšímu vyhrocení střetu názorů mezi skupinou kriticky orientovaných redaktorů a nastupujícím normalizačním režimem. Konflikt Kyncla s režimem vyvrcholil, když na zasedání MV KSČ otevřeně kritizoval konformní postoje Gustáva Husáka; následkem toho byl roku 1969 vyloučen z KSČ a definitivně byl zařazen na seznam nepřátel režimu. Současně dostal výpověď ze zaměstnání a perzekucím byla podrobena i jeho rodina. Ve svém odporu vůči režimu ale neustával – mj. podepsal otevřený dopis Deset bodů. To mu vyneslo další pronásledování, šikanování a dvacetiměsíční věznění. Nadále mohl vykonávat jen nekvalifikovaná a špatně placená povolání, i tam byl pod tlakem a dostával výpovědi; jeho advokátkou, díky níž v některých soudních stížnostech vyhrál, byla Dagmar Burešová. Z finanční nouze si se svou ženou částečně pomáhali překládáním knih, překlady však musely být vydávány pod cizími jmény. Perzekuce ze strany státních orgánů však byla čím dál tím tvrdší, zejména po jeho podpisu Charty 77. Odpírání invalidního důchodu, omezování základních občanských práv, obvinění z podvracení republiky a nakonec další věznění bez odsouzení vystavovaly manžele Kynclovy velkému tlaku. V politicky napjaté situaci, s nezanedbatelnou pomocí politiků i osobností ze Západní Evropy – mj. Grahama Greena, se kterým Kyncla pojilo přátelství, neboť s ním kdysi vedl interview – se jim až koncem roku 1982 podařilo získat politický azyl ve Velké Británii a v ČSSR povolení k vystěhování výměnou za československé občanství, jehož se museli vzdát. Do Velké Británie vycestovali přes Německo v únoru 1983.

### V emigraci
V Londýně žil zpočátku ze sociální podpory, avšak brzy se Kynclovi díky pochopení šéfredaktora Jiřího Theinera podařilo získat místo v měsíčníku Index on Censorship zabývajícím se všemi možnými projevy cenzury ve světě. S Kynclovým přispěním pak vycházely texty autorů v Československu zakázaných, mj. Václava Havla, Ludvíka Vaculíka, Ivana Klímy, Bohumila Hrabala, Milana Uhdeho, Milana Šimečky, Pavla Kohouta a dalších. Prostřednictvím Index on Censorship také pravidelně spolupracoval s Amnesty International. Sám dále nepravidelně působil v BBC, psal články pro další československá exilová periodika v západní Evropě, překládal a s manželkou a synem Ivanem vytvářel, natáčel na videokazety a posílal do ČSSR samizdatový informační pořad Videomagazín.

### Po pádu železné opony
Po pádu komunistického režimu v ČSSR bylo Kynclovi vráceno československé občanství a byl rehabilitován. Od Československého rozhlasu dostal nabídku na jedno z vedoucích míst, kterou však nepřijal. Místo toho zůstal v Londýně a stal se zpravodajem Českého rozhlasu ve Velké Británii. Pravidelně však navštěvoval Prahu. Vydal řadu knih, které dříve nemohly vyjít, a psal i nové. V Československu se stal populární díky svým příspěvkům a osobitému stylu. Jeho intenzivní aktivitu utlumilo až onemocnění rakovinou, diagnostikované roku 1996. Nemoci podlehl 1. dubna 1997.

## Zajímavosti
- Roku 1968 hrál jednu z hlavních rolí ve filmu Muž na útěku režiséra Václava Sklenáře.

## Ocenění a vyznamenání
- Cena rozhlasové Žatvy
- Dvě ceny Julia Fučíka
- Cena Víta Nejedlého
- Státní cena (1948)
- Vyznamenání Za službu vlasti
- Vyznamenání Za zásluhy o obranu vlasti
- Vyznamenání Za zásluhy o výstavbu (1965)
- Výroční cena Zdeňka Nejedlého (1967)
- Cena generálního ředitele Českého rozhlasu (1997, in memoriam)